# Peter Schuhmayer
Peter Schuhmayer (* 11. September 1960 in Wien) ist ein österreichischer Geiger und Gründungsmitglied und Primarius des Artis-Quartetts.

## Leben
Peter Schuhmayer wurde als vierter Sohn von Anna Theresia und Friedrich Schuhmayer geboren.
Er erhielt ersten Violinunterricht mit 7 Jahren an der Musikschule in 1170 Wien. 1970 wurde er an der Hochschule für Musik und darstellende Kunst in Wien inskribiert und studierte Konzertfach Violine unter bei Hertha Binder und Josef Suk. Er schloss das Diplomstudium Streicherkammermusik an der Universität für Musik und darstellende Kunst Wien mit Auszeichnung ab.  Ab 1979 erhielt er zudem Privatunterricht bei Alfred Staar. Im selben Jahr maturierte er am BORG für Studierende der Musik in Wien.
1979 gewann er den ersten Preis und den Sonderpreis der Wiener Philharmoniker beim österreichischen Bundeswettbewerb Jugend musiziert in der Sparte Kammermusik als 1. Geiger mit dem Jungen Wiener Streichquartett. Nach dem Ausscheiden zweier Mitglieder ging 1980 daraus in der Folge das Artis-Quartett hervor.
Zwischen 1980 und 1984 spielte er als ständiger Substitut im Orchester der Wiener Staatsoper und der Wiener Philharmoniker unter Dirigenten wie Karl Böhm, Herbert von Karajan, Carlos Kleiber, Claudio Abbado, Riccardo Muti und Zubin Mehta.
1980–85 war er Mitglied bei den Wiener Streichersolisten. Gastkonzertmeister beim Wiener Kammerorchester, der Wiener Kammerphilharmonie, den Wiener Streichersolisten und dem Symphonieorchester Vorarlberg. Er hatte Soloauftritte mit dem Neuen Wiener Kammerorchester, dem RSO Berlin, dem Orchestre National d’Ile de France, dem Norfolk Festival Orchestra, dem Orchesterverein der Gesellschaft der Musikfreunde in Wien.
1984/85 studierte Schuhmayer mit dem Artis-Quartett am College Conservatory of Music der University of Cincinnati (USA). Mit dem Artis-Quartett wurde er Preisträger bei Wettbewerben in Cambridge, Großbritannien (1983), Evian, Frankreich (1984) und Yellow Springs, USA (1985).
Er spielte Konzerte unter anderem in der Carnegie Hall in New York, dem John F. Kennedy Center for the Performing Arts und der Library of Congress in Washington, der Wigmore Hall und der Queen Elizabeth Hall in London, dem Concertgebouw in Amsterdam, der Suntory Hall in Tokio, der Philharmonie Berlin, dem Wiener Musikverein, dem Teatro Colón in Buenos Aires und bei internationalen Festivals wie den Salzburger Festspielen, den Wiener und den Berliner Festwochen, dem Schleswig-Holstein Musik Festival, der Schubertiade, in Lockenhaus, dem Kuhmo Kammermusik Festival und dem Pablo Casals Festival in Prades.
Schuhmayer veröffentlichte mit dem Artis-Quartett mehr als 40 CD-Aufnahmen mit Werken von Joseph Haydn, Wolfgang Amadeus Mozart, Ignaz Josef Pleyel, Ludwig van Beethoven, Franz Schubert, Bedřich Smetana, Antonín Dvořák, Johannes Brahms, Robert Schumann, Alexander von Zemlinsky, Michael Gielen, Karl Weigl, Arnold Schönberg, Alban Berg, Anton Webern, Egon Wellesz, Herbert Willi, Richard Dünser, Iván Eröd, Herbert Zipper, Fritz Kreisler, Erwin Schulhoff, Franz Mittler und Gottfried von Einem.
Seit 2016 ist Peter Schuhmayer Mitglied im künstlerischen Beirat der Gottfried von Einem Musik-Privatstiftung.
Im Jahr 2018 wurde ihm der Berufstitel „Professor“ durch den Österreichischen Bundespräsidenten verliehen.
Seit 2022 ist er Mitglied im „International Artist Advisory Council“ der Mahidol-Universität in Bangkok.

## Preise und Auszeichnungen (mit dem Artis-Quartett)
- 2009 Midem Classical Award Frankreich[6]
- 2008 Diapason d’or, Frankreich
- 2003 Diapason d’or, Frankreich
- 2001 Lully Award, USA[7]
- 2001 Indie Award, USA
- 2000 Echo Klassik, Deutschland
- 1997  Zemlinsky Förderpreis[8]
- 1991 Wiener Flötenuhr, Österreich
- 1989 Diapason d’or, Frankreich
- 1987 Grand Prix du Disque der Akademie Charles Cros, Frankreich
- 1987 Prix Caecilia, Belgien

## Unterrichtstätigkeit
Von 1993 bis 1998 war er Gastprofessor für Kammermusik an der Universität für Musik und darstellende Kunst Graz, Institut Oberschützen.
Seit 1996 ist er Dozent im Konzertfach Violine und seit 2006 auch für Kammermusik an der Universität für Musik und darstellende Kunst Wien.
2017 habilitierte er im künstlerischen Fach Kammermusik an der Universität für Musik und darstellende Kunst.
Er war Dozent beim Gustav Mahler Jugendorchester unter Claudio Abbado, Juror bei nationalen und internationalen  Wettbewerben, Gastdozent bei Masterclasses u. a. Manhattan School of Music, Eastman School of Music/Rochester, Yale School of Music/New Haven, College Conservatory of Music/Cincinnati, Sibelius-Akademie/Helsinki, Chapelle Musicale Reine Elisabeth, Seoul National University, Mahidol University Bangkok, Geidai University/Tokio, McGill International String Quartet Academy in Montreal, ISA, European Chamber Music Academy (ECMA).
2012- 2016 enge Kooperation mit dem Royal College of Music in London.
Seit 2017 ist er Visiting Professor am Central Conservatory of Music in Peking.
Seine Schüler sind Mitglieder in Internationalen Orchestern und Preisträger bei Internationalen Violinwettbewerben wie Milan Al-Ashhab (Fritz Kreisler International Violin Competition) Karol Szymanowski International Music Competition und  The 9th Sendai international music competition.